# Rochstar
Rochstar Sp. z o.o. is een Pools productiebedrijf opgericht door de Nederlander Rinke Rooyens, de zoon van Bob Rooyens. Rochstar houdt zich bezig met de productie van ingekochte, waaronder Nederlandse, televisieformats. Rochstar produceert voornamelijk voor de grote Poolse televisienetwerken TVP, Polsat en TVN. Het bedrijf is vernoemd naar de zoon van Rooyens en de Poolse zangeres Kayah die in 1998 geboren werd.

## Nederlandse formats
- Narodowy test na inteligencję, Poolse versie van De Nationale IQ Test. (2003 en 2004 op TVN)
- Kocham Cię, Polsko!, Poolse versie van Ik hou van Holland. (2009-2012 op TVP2)
- The Voice of Poland, Poolse versie van The voice of Holland. (2011-2012 op TVP2)
- Świat się kręci, Poolse versie van De Wereld Draait Door. (vanaf september 2013 op TVP1)

## Andere formats
- Gwiazdy tańczą na lodzie, Poolse versie van Dancing on Ice.
- Jak oni śpiewają, Poolse versie van Soapstar Superstar.
- Mamy Cię!, Poolse versie van Surprise, Surprise.
- Milion w minute, Poolse versie van Minute to Win It.
- Ranking Gwiazd, Poolse versie van Ranking the Stars.
- Szymon na żywo, een latenightshow met Szymon Majewski.
- Top Model. Zostań Modelką, Poolse versie van America's Next Top Model.
- Tylko nas dwoje, Poolse versie van Just the Two of Us.